# Spoorlijn Hattingen - Hattingen Mitte
De spoorlijn Hattingen - Hattingen Mitte is een Duitse spoorlijn en is als spoorlijn 2292 onder beheer van DB Netze.

## Geschiedenis
Het traject werd door DB Netze geopend op 3 juli 1987.

## Treindiensten
Op het traject rijdt de S-Bahn Rhein-Ruhr de volgende routes:
| Serie | Treinsoort            | Route                                                                    | Bijzonderheden |
| ----- | --------------------- | ------------------------------------------------------------------------ | -------------- |
| S 3   | S-Bahn (DB Regio NRW) | Oberhausen Hbf – Mülheim (Ruhr) Hbf – Essen Hbf – Hattingen (Ruhr) Mitte |                |

## Aansluitingen
In de volgende plaats is of was er een aansluiting op de volgende spoorlijnen:
Hattingen
DB 2400, spoorlijn tussen Düsseldorf en Hagen
DB 2713, spoorlijn tussen Wuppertal-Wichlinghausen en Hattingen

## Elektrische tractie
Het traject werd bij aanleg in 1987 geëlektrificeerd met een wisselspanning van 15.000 volt 16⅔ Hz.